# Spółgłoska boczna
Spółgłoski boczne (spółgłoski lateralne, sonanty boczne) – ustne spółgłoski, najczęściej zwarto-otwarte, których artykulacyjną cechą jest utworzenie zwarcia w środkowej części jamy ustnej i przepływ powietrza bokami, z jednej lub obu stron języka.
Spółgłoskom bocznym są przeciwstawiane spółgłoski środkowe.

## Lista spółgłosek bocznych
- [l] – Spółgłoska półotwarta, boczna, dziąsłowa, dźwięczna
- [ɫ] – Spółgłoska półotwarta, boczna, zębowa, dźwięczna, welaryzowana
- [ɺ] – Spółgłoska uderzeniowa, boczna, dziąsłowa, dźwięczna
- [ɺ̢] – Spółgłoska uderzeniowa, boczna, szczytowa, dźwięczna
- [ɭ] – Spółgłoska półotwarta, boczna, szczytowa, dźwięczna
- [ʎ] – Spółgłoska półotwarta, boczna, podniebienna, dźwięczna
- [ʟ] – Spółgłoska półotwarta, boczna, miękkopodniebienna, dźwięczna
- [ɬ] – Spółgłoska półotwarta, szczelinowa, dziąsłowa, bezdźwięczna
- [ɮ] – Spółgłoska półotwarta, szczelinowa, dziąsłowa, dźwięczna
- [t͡ɬ] – Spółgłoska półotwarta, zwarto-szczelinowa, dziąsłowa, bezdźwięczna
- [d͡ɮ] – Spółgłoska półotwarta, zwarto-szczelinowa, dziąsłowa, dźwięczna

## Spółgłoski boczne w językach świata
Najbardziej rozpowszechnioną spółgłoską boczną jest [l]. Wiele języków, jak albański i do niedawna polski posiada również jej welaryzowany odpowiednik [ɫ]. W języku angielskim te dwie głoski są alofonami – [l] występuje w pozycji przed samogłoską, a [ɫ] w innych pozycjach. Języki wschodniosłowiańskie kontrastują [ɫ] i zmiękczone [lʲ], ale nie posiadają czystego [l].
Język walijski posiada spółgłoskę szczelinową boczną (IPA: [ɬ]). Dźwięk ten, jak również odpowiadająca mu afrykata [t͡ɬ], występują w indiańskich językach z rodzin na-dene, salisz i wakaskiej i w językach północnokaukaskich. Dźwięczny odpowiednik tej spółgłoski, [ɮ], występuje w języku zulu i adygejskim
Język japoński posiada spółgłoskę uderzeniową boczną dziąsłową. Analogiczna głoska, tyle że o artykulacji szczytowej występuje w języku paszto.
W językach khoisan występują mlaski boczne. W języku !xóõ jest ich aż 17.